# Condado de Johnson (Tennessee)
O Condado de Johnson é um dos 95 condados do Estado americano do Tennessee. A sede do condado é Mountain City, e sua maior cidade é Mountain City. O condado possui uma área de 784 km² (dos quais 11 km² estão cobertos por água), uma população de 17 499 habitantes, e uma densidade populacional de 23 hab/km² (segundo o censo nacional de 2000). O condado foi fundado em 1836.